# TIROS-2

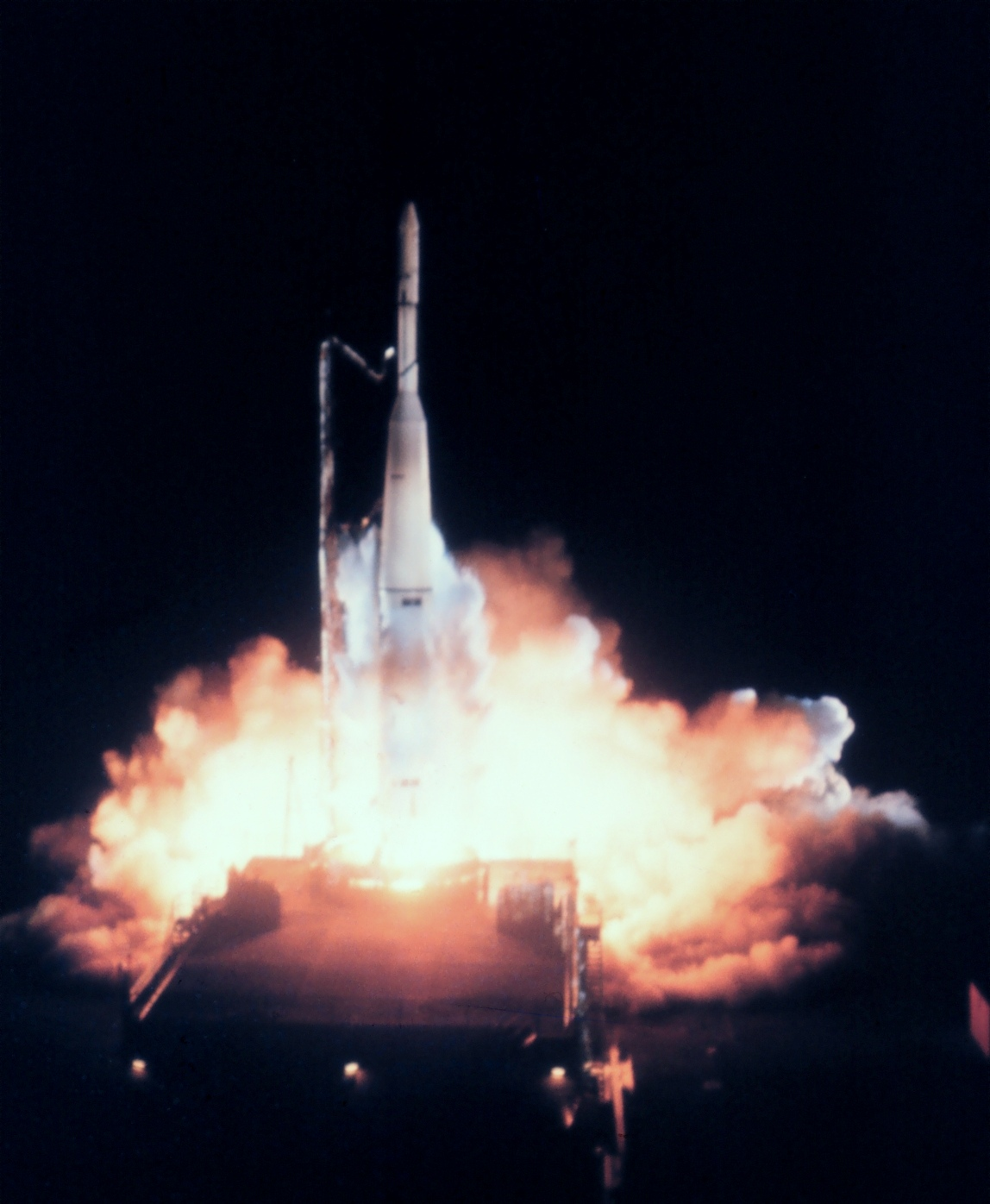
Lançamento do satélite TIROS II.

TIROS-2 (ou TIROS II ou TIROS-B) foi o segundo satélite meteorológico de órbita terrestre baixa bem sucedido e o segundo de uma série chamada de Television Infrared Observation Satellites. Ele foi lançado pela NASA e outros parceiros em 11 de Novembro de 1960 a partir da Estação da Força Aérea de Cabo Canaveral as 6:13 EST, usando um foguete Thor-Delta.
A espaçonave funcionou perfeitamente até 22 de Janeiro de 1961. O satélite orbitava a Terra a cada 98 minutos numa inclinação de 48,5°. O seu perigeu era de 609 km e o apogeu de 742 km.
- O satélite TIROS II no topo do veículo lançador.
- O satélite TIROS I sendo preparado.
- Foto do fluxo de gelo no golfo de Saint Lawrence enviada pelo TIROS II.